# Roquefort-sur-Soulzon
Roquefort-sur-Soulzon é uma comuna francesa na região administrativa de Occitânia, no departamento de Aveyron. Estende-se por uma área de 17,03 km². Em 2010 a comuna tinha 567 habitantes (densidade: 33,3 hab./km²).